# Listă de pictori cehi
Aceasta este o listă de pictori cehi .
Cuprins: Început - 0–9 A B C D E F G H I J K L M N O P Q R S T U V W X Y Z

## A
- Miroslav Adámek
- Mikoláš Aleš
- Jiří Anderle
- Jaroslav Augusta
- Jan Autengruber

## B
- Karel Balcar
- Lojza Baránek
- Vojtěch Bartoněk
- Břetislav Bartoš
- Viktor Barvitius
- Jan Bauch
- Alois Beer
- Josef Konstantin Beer
- Jaroslav Benda
- Karel Benedík
- Vincenc Beneš
- Dagmar Berková
- František Bílkovský
- Oldřich Blažíček
- Josef Bolf
- Adolf Born
- Josef Bosáček
- Václav Boštík
- Vladimír Boudník
- Petr Brandl
- Zdenka Braunerová
- Oskar Brázda
- Jaroslav Brožek
- Václav Brožík
- Vratislav Hugo Brunner
- Alois Bubák
- Zdeněk Burian
- Jan Burka

## C
- Josef Čapek
- František Ringo Čech
- Jaroslav Čermák
- Jaroslav Černý
- Josef Černý
- Věnceslav Černý
- Zuzana Čížková
- František Chalupa
- Antonín Chittussi
- Tomáš Císařovský
- Alfons von Czibulka

## D
- Alén Diviš
- Čeněk Dobiáš
- Václav Dosbaba
- Hana Dostalová
- František Roman Dragoun
- Valentin Držkovic
- Josef Dubiel von LeRach
- Jan Dungel
- Ferdiš Duša
- Jiří Dvořák
- Bohumír Dvorský

## E
- Zvonimír Eichler

## F
- Josef Fanta
- Bedřich Feigl
- Stanislav Feikl
- Josef Fiala
- Emil Filla
- Hugo Anton Fisher (1854–1916)
- Jan Florian
- Viktor Foerster
- Karel Franta
- Vladimír Franz

## G
- František Gellner
- Norbert Grund

## H
- Jan Kryštof Handke
- Jan František Händl
- Jan Jiří Heinsch
- Josef Hlinomaz
- Vlastislav Hofman
- František Horčička
- Helga Hošková-Weissová
- Jakub Husník

## J
- Jan Quirin Jahn
- Karel Javůrek
- František Cína Jelínek
- Jiří Jelínek
- Jakub Jerabek
- Vojtěch Benedikt Juhn
- Václav Junek

## K
- Adolf Kašpar
- František Kaván
- Karel Klíč
- Jan Konůpek
- Jan Kotěra
- Jan Kotík
- Josef Kramolín
- Jan Křesadlo
- Jiří Kroha
- Ludvík Kuba
- Vojtěch Kubašta
- Otakar Kubín
- Bohumil Kubišta
- Oldřich Kulhánek
- Jan Kupecký
- František Kupka
- Petr Kvíčala

## L
- Josef Lada
- Felix Ivo Leicher
- Kamil Lhoták
- Josef Liesler
- Jan Kryštof Liška

## M
- Vincenc Makovský
- Antonín Mánes
- Josef Mánes
- Quido Mánes
- Amalie Mánesová
- Julius Mařák
- Luděk Marold
- Jan Matulka
- Mikuláš Medek
- Alfons Mucha
- František Muzika

## N
- Josef Matěj Navrátil
- Vladimír Novák

## O
- Jakub Obrovský
- Viktor Oliva
- Emil Orlík
- Eduard Ovčáček

## P
- Milan Peric
- Ivo Pešák
- August Bedřich Piepenhagen
- Charlotte Piepenhagen-Mohr
- Otto Placht
- Miluše Poupětová
- Vojtěch Preissig
- Jaro Procházka

## R
- Ignác Raab
- Václav Rabas
- Josef Jáchym Redelmayer
- Václav Vavřinec Reiner
- Jaroslav Róna

## S
- Joseph Ignatz Sadler
- Jakub Schikaneder
- Vojtěch Sedláček
- Otakar Sedloň
- Alfred Seifert
- Jaroslav Šerých
- Josef Šíma
- T. F. Šimon
- František Skála
- Karel Škréta
- Antonín Slavíček
- Václav Špála
- Karel Štěch
- Jitka Štenclová
- Max Švabinský

## T
- František Tkadlík
- Jiří Trnka
- Václav Turek

## V
- Vladimír Vašíček
- Martin Velíšek
- Jaroslav Věšín
- Jan Vilímek
- František Vláčil
- Jan Antonín Vocásek

## W
- Alois Wachsman
- Bedřich Wachsmann
- Josef Wagner the Younger
- Karel Wellner
- Vilém Wünsche

## Z
- Adolf Zábranský
- Ladislav Žák
- Josef Zelený
- František Ženíšek
- Stanislav Zippe
- Karel Zlín
- Jan Zrzavý
- Vladimír Županský
- František Bohumír Zvěřina